# Putre
Putré est une commune du Chili de la province de Parinacota dans la Région d'Arica et Parinacota à plus de 3 500 mètres d'altitude (dans l'altiplano chilien) et à 160 kilomètres d'Arica. Le village se trouve un petit peu à l'écart de la route 11-CH qui va d'Arica à la Bolivie en passant par le col de Tombo Quémado.
La commune de Putré a une superficie de 5 092,5 km2 et une population totale, en 2016, de 2 084 habitants. Dans cette commune se situent les parcs nationaux Lauca et Las Vicuñas.
Outre la ville de Putré, la commune comprend les villages de Tignamar, Socoroma, Belén, Caquena, Parinacota, Guallatiri et Chapiquiña

## Climat
| Mois                                  | jan.      | fév.      | mars      | avril     | mai       | juin      | jui.      | août      | sep.      | oct.      | nov.      | déc.      | année     |
| ------------------------------------- | --------- | --------- | --------- | --------- | --------- | --------- | --------- | --------- | --------- | --------- | --------- | --------- | --------- |
| Température minimale moyenne (°C)     | 5,1       | 5,2       | 4,4       | 3,7       | 4,7       | 4,7       | 3,6       | 4,2       | 5,1       | 5,6       | 5,6       | 5,5       | 4,8       |
| Température moyenne (°C)              | 8,8       | 8,6       | 8,6       | 8,6       | 8,8       | 8,7       | 7,9       | 8,9       | 9,7       | 10,2      | 10,2      | 9,6       | 9,1       |
| Température maximale moyenne (°C)     | 13,4      | 13        | 13,4      | 13,9      | 13,9      | 13,7      | 13        | 14,5      | 15,5      | 16,2      | 16,3      | 14,8      | 14,3      |
| Record de froid (°C) date du record   | 2,1 2019  | 1,4 2021  | 2,7 2020  | 2 2021    | 1,4 2018  | 0 2021    | 0,3 2010  | −1,4 2018 | 0,3 2003  | 0,1 2019  | 0,9 2017  | 1,5 2018  | −1,4 2018 |
| Record de chaleur (°C) date du record | 19,6 2020 | 20,8 2021 | 19,3 2018 | 19,8 2018 | 20,3 2020 | 20,3 2019 | 20,2 2020 | 19,9 2020 | 19,1 2019 | 19,8 2017 | 20,3 2020 | 21,6 2018 | 21,6 2018 |
| Précipitations (mm)                   | 193       | 175       | 132       | 47        | 7         | 4         | 9         | 10        | 11        | 20        | 38        | 116       | 762       |
| Nombre de jours avec précipitations   | 18        | 16        | 16        | 8         | 2         | 1         | 1         | 1         | 2         | 3         | 5         | 12        | 85        |
| Humidité relative (%)                 | 76        | 83        | 79        | 57        | 26        | 17        | 18        | 19        | 23        | 31        | 36        | 58        | 43,6      |

| Diagramme climatique                                  |          |            |           |          |          |        |           |           |           |           |            |
| J                                                     | F        | M          | A         | M        | J        | J      | A         | S         | O         | N         | D          |
| 13,45,1193                                            | 135,2175 | 13,44,4132 | 13,93,747 | 13,94,77 | 13,74,74 | 133,69 | 14,54,210 | 15,55,111 | 16,25,620 | 16,35,638 | 14,85,5116 |
| Moyennes : • Temp. maxi et mini °C • Précipitation mm |          |            |           |          |          |        |           |           |           |           |            |

## Étymologie
Putré, en aymara, signifie : Bruit de l'Eau.

## Administration
Putré appartient à la Province de Parinacota et se trouve dans le district électoral no 1 et à la 1re circonscription sénatoriale (Tarapacá). Elle est représentée à la Chambre des Députés du Congrès National par les députés Ximena Valcarce et Iván Paredes. De la même façon, elle est représentée au Sénat par messieurs Jaime Orpis et Fernando Flores.
La commune de Putré est gouvernée par le maire Francisco Humire Alejandro.

## Patrimoine naturel et culturel
- Le parc national Lauca compte une superficie de 137 883 hectares. Cette réserve mondiale de la biosphère comprend la précordillère et l'altiplano de l'est de la région d'Arica et Parinacota. Elle possède un climat sec avec des variations thermiques diurnes et nocturnes très marquées. Elle se caractérise par une grande richesse en flore et faune, des lieux d'intérêts culturel et historique. Dans ce parc vivent plus de 130 différentes espèces d'oiseaux, de diverses vigognes, viscaches, nandous et condors. Un des principaux lieux d'attractions est le merveilleux lac Chungará, un des plus élevés au monde, qui se trouve aux pieds de volcans jumeaux Payachata.
- L’église de Parinacota (monument national) se situe dans le Parc National Lauca. Elle est entourée par un mur composé de pierres et d'argile et peint en blanc, avec de la chaux des bofedales. Les trois entrées de l'église possèdent des arcs et colonnes de pierres volcaniques roses. L'imposant clocher, situé à côté de l'église, est séparé de celle-ci. L'église originelle du XVIIe siècle a été reconstruite en 1789 et blanchit à la chaux; avec un toit fait d'argile et de paille. Les murs intérieurs de couleurs fraîches saturées datent du XVIIe siècle et renferment des Saints coloniaux, qui sont en bon état de conservation.
- Le lac Chungará possède une superficie de 21,5 km2 et une profondeur maximum de 33 m. Situé près de Ajata, ses affluents principaux sont les fleuves Chungará et Sopocalane. Les oiseaux et les mammifères sont, sans aucun doute, une des raisons de l'attraction de ce parc national, dû à la variété des espèces et la facilité de leur observation. Il existe plus d'une soixantaine d'espèces d'oiseaux dans ce parc dont : le nandou ou suri, la perdrix de l'altiplano, le flamant du Chili, la guallata, la mouette des Andes, le cormoran à aigrettes(yeco), la foulque géante (tagua gigante), le condor ou encore le canard à queue pointue. En ce qui concerne les mammifères on retrouve les suivants : guanacos, vigognes, lamas, alpagas, tarucas, pumas, loups et viscaches. Le paysage de ce parc est varié et possède des monts et plateaux d'une grande beauté. Il s'agit sans doute du lieu le plus attractif du Parc national Lauca. Il est d'ailleurs possible de le visiter toute durant toute l'année.
- La réserve nationale las Vicuñas est située dans la commune de Putré, province de Parinacota, dans la sub-region Altiplano et Puna, et la région écologique Estepa Altoandina (steppe haute-andine) entre les 4 300 à 5 600 mètres d'altitude, et possède une superficie de 209 131 hectares. Sa grande superficie se caractérise par des plaines étendues et des reliefs abrupts où apparaissent les monts Arintica et Puquintica de 5 990 et 5 780 mètres. La zone de la réserve préserve diverses espèces végétales endémiques ainsi qu'une grande variété de faune silvestre, dont les viscaches et les vigognes.
- Les thermes de Jurasi, à environ 5 km de Putré, sont un établissement privé en plein air, moyennant un somme modeste il vous est permis d'utiliser les cabines de déshabillage et les bassins d'eau chaude.
- Le salar de Surire se situe à l'extrême sud de la réserve nationale las Vicuñas, il a le statut de monument naturel depuis 1983. Le salar s'étend sur 175 km2, et se situe à 4 250 mètres d'altitude. On peut y passer la nuit dans le gite de la Conaf. Au sud du salar non loin de la piste qui va à Colchane se situent les thermes de Polloquere où il est possible de se baigner dans de l'eau chaude en plein air en regardant les viscachas (Lagidium viscacia), nandous (Pterocnemia pennata garleppi) ainsi que différentes espèces de flamants roses. Le salar tire son nom du Quechua "suri" qui signifie nandou, c'est le lieu où se promènent les nandous.

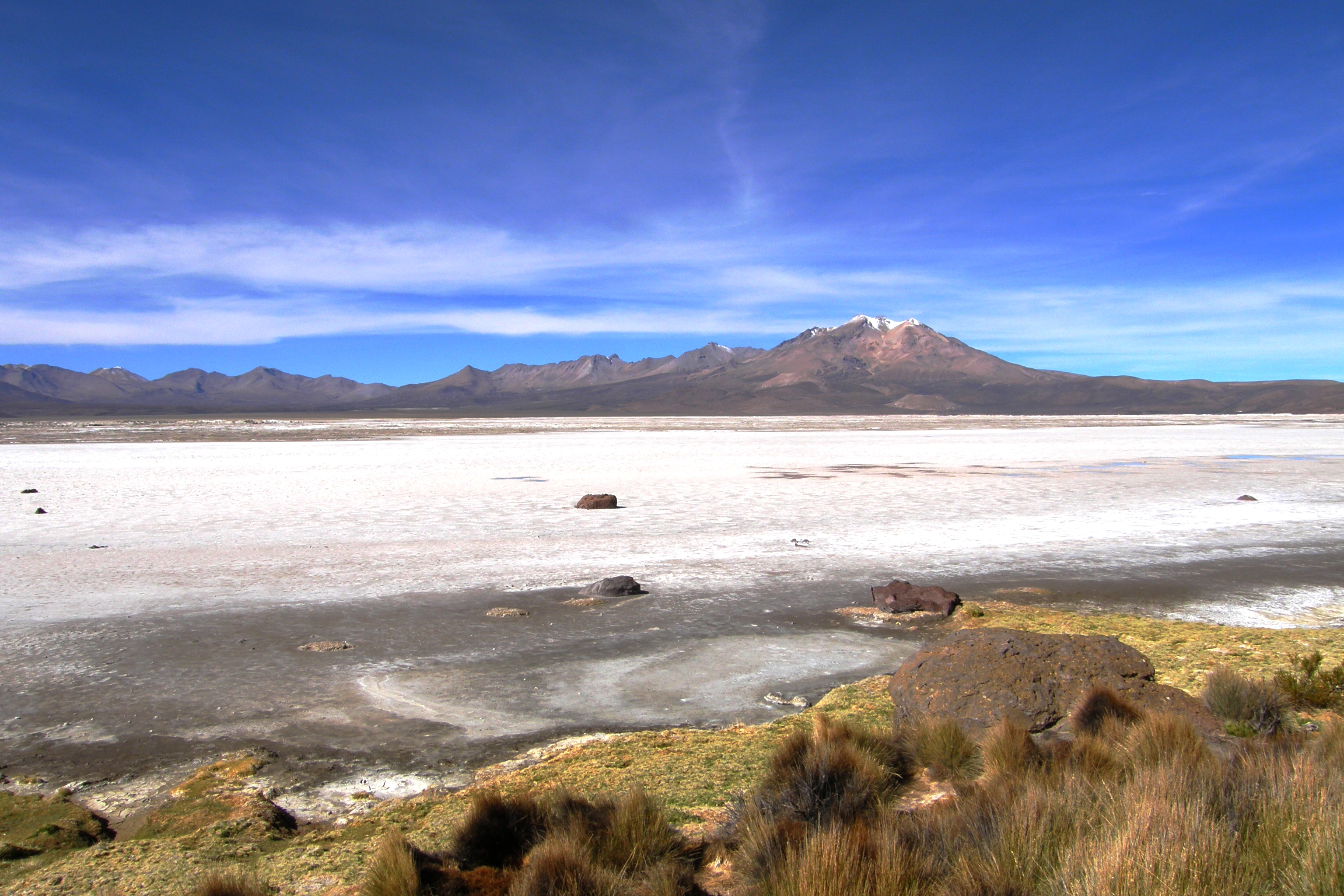
Polloquere.